# 플라티스
플라티스(그리스어: Πλατής)는 그리스의 사격 선수이다. 그는 아테네에서 열린 1896년 하계 올림픽에 참가했다.
플라티스는 군사권총 종목에 참가했다. 점수와 순위는 알 수 없으며 5위 이내에 들지 못했다는 것만 알 수 있다.